# للی ولد
للی ولد (فرانسوی: Laly Vallade‎؛ زادهٔ ۱۹۸۱) بازیگر پورنوگرافی، دی‌جی و مانکن اهل فرانسه است. وی در فوریه ۲۰۱۳ پت ماه مجله پنت‌هاوس شد.